# Arisa Takada
Arisa Takada (高田ありさ?, Takada Arisa; Nagasaki, 17 febbraio 1987) è una pallavolista giapponese.
Gioca nel ruolo di schiacciatrice nelle Toray Arrows Shiga.

## Carriera
La carriera di Arisa Takada inizia a livello scolastico, con la squadra del Liceo Kyushubunka. Inizia la carriera professionistica debuttando in V.League con le Toray Arrows nella stagione 2005-06: dopo due annate senza grandi risultati, nel campionato 2007-08 vince la Coppa dell'Imperatrice e lo scudetto, mentre nel campionato seguente si aggiudica scudetto e Torneo Kurowashiki.
Nella stagione 2009-10 vince il terzo scudetto consecutivo della sua carriera, per poi centrare altri due successi al Torneo Kurowashiki ed al V.League Top Match. In seguito vince ancora una volta la Coppa dell'Imperatrice e lo scudetto nel corso della stagione 2011-12; nel 2014 riceve le prime chiamate nella nazionale giapponese, vincendo la medaglia d'argento al World Grand Prix.

## Palmarès

### Club
- Campionato giapponese: 4

2007-08, 2008-09, 2009-10, 2011-12
- Coppa dell'Imperatrice: 2

2007, 2011
- Torneo Kurowashiki: 2

2009, 2010
- / V.League Top Match: 1

2010

### Nazionale (competizioni minori)
- Montreux Volley Masters 2015

### Premi individuali
- 2012 - Campionato asiatico per club: Miglior realizzatrice
- 2014 - Torneo Kurowashiki: Sestetto ideale
- 2015 - V.Premier League giapponese: Premio d'onore